# Tierra de reyes
Tierra de reyes és una telenovela americana estrenada a Telemundo el 2 de desembre de 2014 i finalitzada el 27 de juliol de 2015. La telenovela és creada per l'autora veneçolana Rossana Negrín, basada en el drama colombianoamericà escrit per Julio Jiménez, titulat Pasión de gavilanes. Produït per Telemundo Studios i distribuït per Telemundo Internacional.
Protagonitza Aarón Díaz, Gonzalo García Vivanco i Christian de la Campa com a germans Rey Gallardo Leon i Ana Lorena Sánchez, Kimberly Dos Ramos i Scarlet Gruber com a germanes Del Juncos, juntament amb Sonya Smith i Fabián Ríos.